# Saxon Sharbino
Saxon Paige Sharbino (Lewisville, 11 de junho de 1999) é uma atriz norte-americana, mais conhecida por interpretar Amelia Robbins na série da FOX, Touch, e no filme de terror de 2010, I Spit on Your Grave. Interpretou Kendra Bown em 2015 na refilmagem de Poltergeist.

## Biografia
Sharbino nasceu em Lewisville, no Texas, filha de Ron e Angela Sharbino. Começou a atuar aos nove anos de idade. Saxon é a irmã mais velha da atriz Brighton Sharbino. Em 2013, ela e sua família se mudou de Dallas, Texas para Los Angeles, Califórnia.

## Filmografia

### Filme
| Ano  | Título               | Papel           | Notas         |
| ---- | -------------------- | --------------- | ------------- |
| 2010 | Red, White & Blue    | Filha de Ed     |               |
| 2010 | Earthling            | Young Joy       |               |
| 2010 | Cool Dog             | Sharon          | Direto do DVD |
| 2010 | I Spit on Your Grave | Chastity Storch |               |
| 2011 | Julia X              | Young Julia     |               |
| 2012 | Rogue                | Jane Forsythe   | Telefilme     |
| 2013 | Trust Me             | Lydia           |               |
| 2015 | Poltergeist          | Kendra Bowen    |               |

### Televisão
| Ano  | Título              | Papel          | Notas                                |
| ---- | ------------------- | -------------- | ------------------------------------ |
| 2008 | Friday Night Lights |                | Episódio: "Every Rose Has its Thorn" |
| 2013 | Touch               | Amelia Robbins | 13 episódios                         |